# یواس‌اس جیکوب جونز (دی‌دی-۶۱)
یواس‌اس جیکوب جونز (دی‌دی-۶۱) (به انگلیسی: USS Jacob Jones (DD-61)) یک زیردریایی بود که طول آن ۳۱۵ فوت ۳ اینچ (۹۶٫۰۹ متر) بود. این زیردریایی  در سال ۱۹۱۵ ساخته شد.